# Eduard Alexander Gummels Airport
Eduard Alexander Gummels Airport (EAG Airport) is een internationale luchthaven en helikopterhaven in het noorden van Paramaribo, Suriname. De luchthaven is gelegen aan de Gummelsweg en werd officieel geopend als internationale luchthaven in maart 2025.

## Geschiedenis
De luchthaven begon in 2015 als Heliport Paramaribo (ICAO-code: SMHP). Ze werd opgericht ten behoeve van de olie- en gasindustrie voor de kust van Suriname. De helikopterhaven speelde een belangrijke rol in het vervoer van personeel en materiaal naar offshore-installaties. De transitie van Heliport Paramaribo naar Eduard Alexander Gummels Airport begon toen de infrastructuur werd uitgebreid met twee nieuwe hangars en een passagiersterminal. Dit markeerde de verschuiving van een operationele helikopterhaven naar een volwaardige internationale luchthaven.
De luchthaven is vernoemd naar Eduard Alexander Gummels, die in 1906 werd geboren op het weiland waar de familie Gummels zich bezighield met landbouw en veeteelt, de locatie waar tegenwoordig de luchthaven is gevestigd. In zijn tijd bezat hij een van de grootste melkveebedrijven van Suriname.

## Ontwerp en Bouw
De luchthaven is een volledig Surinaams project, ontworpen, gebouwd en gefinancierd door lokale vakmensen, bedrijven en investeerders. De start- en landingsbaan was aanvankelijk ontworpen voor een lengte van 800 meter, maar is uitgebreid naar 1.200 meter, waarmee de luchthaven voldoet aan de eisen van een categorie 2B luchthaven. Het is de enige gegroefde baan in Suriname, wat de veiligheid bij landen en opstijgen tijdens regenval aanzienlijk verhoogt. De luchthaven beschikt over een verlichte start- en landingsbaan, waardoor vliegbewegingen tot circa 21:00 uur mogelijk zijn. Daarnaast biedt EAG Airport faciliteiten voor overvliegende vliegtuigen die willen bijtanken, evenals ondersteuning voor kleine zakenjets die Suriname aandoen.

## Beheer
EAG Airport Management N.V. werd opgericht in 2022 en is belast met het beheer van de airport. Het bedrijf is eigendom van en wordt beheerd door Beheers- en Beleggingsmaatschappij Sky Farmers N.V., in samenwerking met de zustermaatschappijen Surinam Sky Farmers N.V. en Gum Air N.V. Deze ondernemingen vallen allen onder dezelfde holdingstructuur, geleid door de familie Gummels.

## Samenwerking met het Ministerie van Defensie
Voorafgaand aan de officiële opening van de luchthaven sloot EAG Airport Management N.V. een samenwerkingsovereenkomst met het Surinaamse Ministerie van Defensie ter versterking van de grensbewaking en immigratiecontrole. In het kader van deze overeenkomst werd een vaste post van de Militaire Politie op de luchthaven ingericht. De immigratie wordt ondersteund met behulp van het Border Management System (BMS) en duidelijke controles op paspoorten, visa en entreegelden. Deze maatregelen voldoen aan de nationale wetten en internationale regels voor luchtvaart en veiligheid.

## Vliegverkeer
Vanaf Eduard Alexander Gummels Airport worden dagelijks lijndiensten uitgevoerd naar Georgetown, Guyana door Gum Air en Trans Guyana Airways, beide opererend met Beechcraft 1900D-toestellen. Naast deze lijnvluchten ontvangt de luchthaven regelmatig andere chartervluchten.Er opereren dagelijks helikopters van Bristow/Era en AeroPegaso vanaf de luchthaven.
Op 4 april 2025 landde het eerste militaire vliegtuig op de luchthaven, een Frans toestel van het type CASA CN-235.